# Kastbjerg Sogn (Randers Kommune)
 For alternative betydninger, se Kastbjerg Sogn. (Se også artikler, som begynder med Kastbjerg Sogn)
Kastbjerg Sogn er et sogn i Randers Nordre Provsti (Århus Stift).
I 1800-tallet var Kastbjerg Sogn anneks til Udbyneder Sogn. Begge sogne hørte til Gjerlev Herred i Randers Amt. Udbyneder-Kastbjerg sognekommune blev ved kommunalreformen i 1970 indlemmet i Mariager Kommune. Det meste af den kom ved strukturreformen i 2007 til Mariagerfjord Kommune, men Udbyneder-Kastbjerg området med byen Havndal stemte sig til Randers Kommune.
I Kastbjerg Sogn ligger Kastbjerg Kirke.
I sognet findes følgende autoriserede stednavne:
- Fortunet (bebyggelse)
- Galgevangen (bebyggelse)
- Gammel Trudsholm (bebyggelse)
- Kastbjerg (bebyggelse, ejerlav)
- Møgelhøj (areal)
- Torshede (bebyggelse)
- Trudsholm (ejerlav, landbrugsejendom)
- Øster Kondrup (bebyggelse, ejerlav)